# Zodariellum proszynskii
Zodariellum proszynskii là một loài nhện trong họ Zodariidae.
Loài này thuộc chi Zodariellum. Zodariellum proszynskii được Nenilin & Fet miêu tả năm 1985.